# Френк Гіскок
Френк Гі́скок (6 вересня 1834 , Помпі, Нью-Йорк  — 18 червня 1914 , Сірак'юс, Нью-Йорк ) — американський політик, конгресмен і сенатор з Нью-Йорку. Служив у конгресі США з 1877 до 1893.  

## Життєпис
Народився у Помпі, здобув освіту в Помпійській академії. Після вивчення права (навчався разом зі своїм братом, Л. Геррісом Гіскоком) в 1855 році він був прийнятий до адвокатури і почав практику в містечку Туллі. Пізніше брати Гіскоки переїхали в Сірак'юс, Нью-Йорк, де заснували фірму, яка стала відома як Hiscock & Barclay. 
Окрім адвокатської практики, брати Гіскоки займалися політикою. Френк Гіскок виступав проти рабства і послідовно був членом Демократичної партії, Партії вільної землі та Республіканської партії. Він служив окружним прокурором округу Онондага з 1860 до 1863 року і був делегатом на конституційному з'їзді штату 1867 року. У 1872 році він був прихильником Ліберальної республіканської партії та її кандидата на пост президента Горація Грілі. 1876 року він був делегатом Республіканської національної конвенції. 
Гіскок був обраний до Палати представників Сполучених Штатів 1876 року й переобирався туди чотири рази. Працював у Палаті представників з 4 березня 1877 року до 3 березня 1887 року; пішов у відставку до початку терміну, на який він був переобраний у 1886 році, оскільки виграв вибори до Сенату США у січні 1887 року на термін, який почався 4 березня 1887. Гіскок відбув один термін, а після його закінчення 3 березня 1893 року повернувся до адвокатської діяльности в Сіракузах. 
Гіскок помер у Сірак'юсі від апоплексії 18 червня 1914 року і був похований на Оквудському цвинтарі.

## Родина
23 листопада 1859 року Гіскок одружився з Корнелією Кінґ (1837-1908). Вони мали дітей: Альберта Кінґа Гіскока (1861—1908) і Фіделіо Кінґа Гіскока (1869—1917). Френк Гіскок і його дружина також виховали свого племінника Френка Г. Гіскока після смерти його батька Л. Герріса Гіскока.

## Зовнішні посилання
- United States Congress. "Frank Hiscock (id: H000643)". Biographical Directory of the United States Congress. (англ.)
- Frank Hiscock // Find a Grave (англ.)